# Silnice II/349
Silnice II/349 je silnice II. třídy, která vede z Měřína do Čechtína. Je dlouhá 18,5 km. Prochází jedním krajem a dvěma okresy. V roce 2019 bude rekonstruována část silnice mezi Svatoslaví a Čechtínem. Rekonstrukce se posunula až na rok 2020.

## Vedení silnice

### Kraj Vysočina, okres Žďár nad Sázavou
- Měřín (křiž. II/602, III/3491, III/3492, III/3493)
- Otín (křiž. III/3494)
- Horní Radslavice (křiž. III/3496)

### Kraj Vysočina, okres Třebíč
- Bochovice (křiž. III/3497, III/34910, III/35116)
- Svatoslav (křiž. III/34911, III/35110, III/34912)
- Čechtín (křiž. II/351, III/34913)